# Кастельнуово-Дон-Боско
Кастельнуово-Дон-Боско (італ. Castelnuovo Don Bosco, п'єм. Castelneuv Don Bòsch) — муніципалітет в Італії, у регіоні П'ємонт,  провінція Асті.
Кастельнуово-Дон-Боско розташоване на відстані близько 510 км на північний захід від Рима, 21 км на схід від Турина, 25 км на північний захід від Асті.
Населення — 3253 особи (2014).
Щорічний фестиваль відбувається 16 серпня. Покровитель — святий Рох.

## Демографія
Населення за роками:

Станом на 1 січня 2023 року в муніципалітеті офіційно проживало 316 іноземців з 43 країн, серед них 174 громадяни країн Євросоюзу та 4 громадяни України.

## Сусідні муніципалітети
- Альбуньяно
- Буттільєра-д'Асті
- Каприльйо
- Монкукко-Торинезе
- Морьондо-Торинезе
- Пассерано-Марморито
- Піно-д'Асті